# Kirshenbaum
Le Kirshenbaum, parfois appelé API-ASCII (ASCII-IPA), est un système de représentation de l'alphabet phonétique international (API) en ASCII. Il a été élaboré pour l'Usenet, notamment pour les newsgroups sci.lang et alt.usage.english. Il a été nommé ainsi en hommage à Evan Kirshenbaum, qui a conduit le projet collaboratif de sa création.
Tout comme le système SAMPA, il utilise les lettres minuscules pour représenter les caractères API qui leur correspondent directement. Cependant, la représentation des autres caractères est souvent différente. Par exemple :
| Son               | API | SAMPA | Kirshenbaum |
| ----------------- | --- | ----- | ----------- |
| ligature ae       | æ   | {     | &           |
| a script renversé | ɒ   | Q     | A.          |
| epsilon renversé  | ɜ   | 3     | V"          |
| accent principal  | ˈ   | "     | '           |
| accent secondaire | ˌ   | %     | ,           |

## Représentation Kirshenbaum des consonnes et des voyelles
Ces tableaux sont basés sur les informations fournies par les spécifications de la représentation Kirshenbaum.,  On pourra utilement les comparer à ceux des représentations SAMPA et X-SAMPA.

### Tableau des consonnes
| Représentation Kirshenbaum des consonnes (les symboles par paires correspondent aux versions sourdes / sonores des consonnes) |            |               |          |             |             |                    |           |          |           |                |             |           |                       |
| | Bilabiales | Labiodentales | Dentales | Alvéolaires | Rétroflexes | Palato-alvéolaires | Palatales | Vélaires | Uvulaires | Labio-vélaires | Pharyngales | Glottales | Alvéolaires latérales |
| Nasales | m          | M             | n[       | n           | n.          |                    | n^        | N        | n"        | n<lbv>         |             |           |                       |
| Occlusives | p b        |               | t[ d[    | t d         | t. d.       |                    | c J       | k g      | q G       | t<lbv> d<lbv>  |             | ?         |                       |
| Fricatives | P B        | f v           | T D      | s z         | s. z.       | S Z                | C C<vcd>  | x Q      | X g"      | w<vls> w       | H H<vcd>    | h<?>      | s<lat> z<lat>         |
| Spirantes |            | r<lbd>        | r[       | r           | r.          |                    | j         | j<vel>   | g"        | w              |             | h         |                       |
| Latérales |            |               | l[       | l           | l.          |                    | l^        | L        |           |                |             |           |                       |
| Roulées | b<trl>     |               |          | r<trl>      |             |                    |           |          | r"        |                |             |           |                       |
| Battues |            |               |          | *           | *.          |                    |           |          |           |                |             |           | *<lat>                |
| Éjectives | p`         |               | t[`      | t`          |             |                    | c`        | k`       | q`        |                |             |           |                       |
| Injectives | b`         |               | d[`      | d`          |             |                    | J`        | g`       | G`        |                |             |           |                       |
| Clics | p!         |               | t!       | c!          |             |                    | c!        | k!       |           |                |             |           | l!                    |

#### Modificateurs de consonnes et diacritiques
Les modificateurs et diacritiques suivent le symbole qu'ils modifient.
| Modificateur/diacritique | Signification                        |
| !                        | Clic                                 |
| "                        | Uvulaire                             |
| -                        | Syllabique                           |
| .                        | Rétroflexe                           |
| ;                        | Palatalisée                          |
| [                        | Dentale                              |
| ^                        | Palatale                             |
| `                        | Sonore : Injective Sourde : Éjective |
| ~                        | Vélarisée                            |
| <?>                      | Murmurée                             |
| <H>                      | Pharyngalisée                        |
| <h>                      | Aspirée                              |
| <j>                      | Palatalisée                          |
| <o>                      | Sans relâchement                     |
| <r>                      | Rhoticisée                           |
| <w>                      | Labialisée                           |

### Tableau des voyelles
| Représentation Kirshenbaum des voyelles (les symboles par paires correspondent aux versions non arrondies/arrondies des voyelles; les symboles entre parenthèses désignent des voyelles qui existent dans certaines langues parlées, mais n'ont pas de représentation IPA) |             |           |                   |           |
| | Antérieures | Centrales | Postérieures      | Rhotiques |
| Hautes | i y         | i" u"     | u- u              |           |
| Hautes inférieures | I I.        |           | (U-) U            |           |
| Moyennes supérieures | e Y         | @<umd> @. | o- o              | R<umd>    |
| Moyennes |             | @         |                   | R         |
| Moyennes inférieures | E W         | V" O"     | V O               |           |
| Basses supérieures | &           | &"        | (pas de symboles) |           |
| Basses | a a.        | (a" A".)  | A A.              |           |

#### Modificateurs de voyelles et diacritiques
Les modificateurs de voyelles et les signes diacritiques suivent les voyelles qu'ils modifient.
| Modificateur/diacritique | Signification |
| ~                        | Nasalisée     |
| :                        | Allongée      |
| -                        | Non arrondie  |
| .                        | Arrondie      |
| "                        | Centralisée   |
| <?>                      | Murmurée      |
| <r>                      | Rhoticisée    |

L'accent est indiqué par ' pour l'accent principal, et par , pour l'accent secondaire; il est placé avant la syllabe accentuée.